# Ochthebius lanuginosus
Ochthebius lanuginosus är en skalbaggsart som beskrevs av Reiche och Félicien Henry Caignart de Saulcy 1856. Ochthebius lanuginosus ingår i släktet Ochthebius och familjen vattenbrynsbaggar. Inga underarter finns listade i Catalogue of Life.